# 中华冬青
中华冬青（学名：Ilex sinica）为冬青科冬青属的植物，为中国的特有植物。分布于中国大陆的广西、云南等地，生长于海拔1,000米至1,700米的地区，多生于山地疏林以及密林中，目前已由人工引种栽培。
其种加词sinica，意为“中华的”。